# Laetare

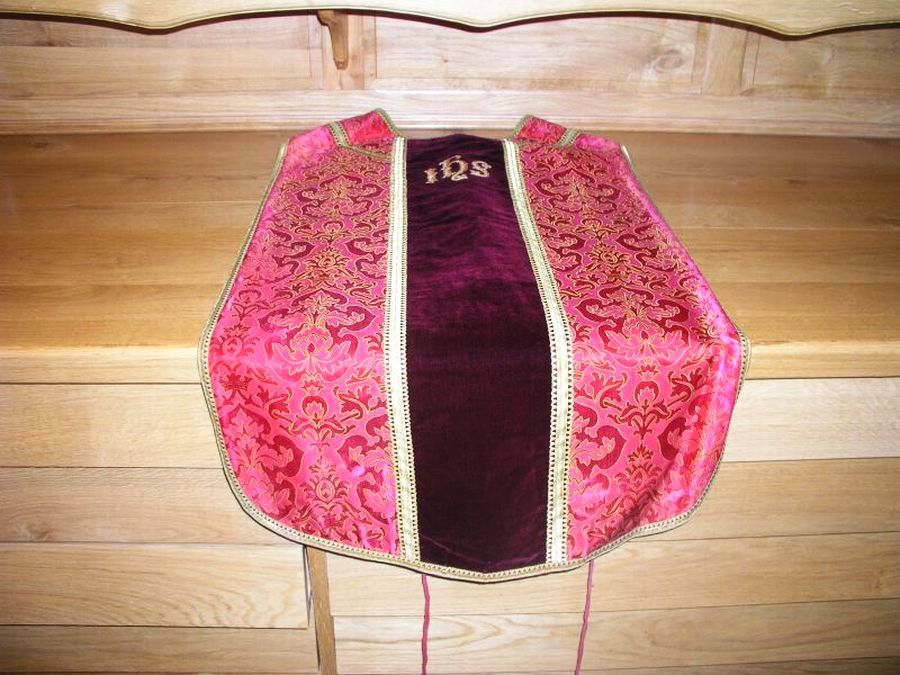
Casula rosa.

Lætare (lat. laetare "Alegra-te!"), também chamado de "Domingo Laetare" ou "Domingo da Alegria", é o quarto domingo da quaresma.
A própria antífona da entrada da Santa Missa dá o tom que celebramos: "Laetare Jerusalém", ou em português: “Alegra-te, Jerusalém!”.
A celebração litúrgica neste domingo é profundamente marcada pelo tema "luz". É a cena da "cura do cego de nascença" no Evangelho.
É de tradição da igreja, neste dia, que se use a cor rosa na liturgia.